# SK Strakonice 1908
SK Strakonice 1908 je český fotbalový klub ze Strakonic. Od roku 2012 hrál ČFL (třetí nejvyšší fotbalová soutěž v Česku), kterou hrál už v letech 2004–06.
Od roku 2011 jsou Strakonice farmou druholigového SK Dynamo České Budějovice.

## Historie
Jihočeská tělovýchovná jednota. V rámci reorganizace sportu je v roce 1948 tehdejší SK Strakonice 1908 převeden pod hlavičku Sokola. 12. května 1949 se Sokol stává součástí TJ Jiskra Strakonice a patronem je státní podnik Fezko Strakonice. Fotbalový oddíl následně působí pod názvy TJ Jiskra Strakonice a poté TJ Fezko Strakonice.
Od roku 1948 A tým působí v 1.A třídě jihočeské župy fotbalové (tehdy nejvyšší krajská soutěž), po reorganizaci v krajském přeboru. V roce 1958 postup do divizní soutěže, další sezónu opět krajský přebor. V letech 1960 sestup do 1.A třídy, po roce návrat do krajského přeboru. V roce 1962 opět sestup do 1.A třídy, tam působí až do roku 1966, kdy se vrací do krajského přeboru. Zde klub se střídavými úspěchy účinkuje až do roku 1980, kdy končí na prvním místě a postupuje do divize. Po ročníku 1982–83 sestup do krajského přeboru. V sezóně 1984–85 vyhrává Fezko A skupinu Jihočeského krajského přeboru a v kvalifikaci proti VTJ České Budějovice vybojuje postup do divize. V ročníku 1989–90 končí na posledním místě a padá zpět do kraje. Po sezóně 1992–93 následuje další postup do divize. Tam se již objevuje pod historickým názvem SK Strakonice 1908, ke kterému se klub vrátil po sloučení strakonických klubů Fezko a ČZ.
Své zápasy hrálo Fezko na stadionu Na Křemelce, kde nyní působí následník nyní již zaniklého SK 1908, FK Junior Strakonice.

## Minulé sezony
- 2001/02: Divize A 14. místo
- 2002/03: Divize A 2. místo
- 2003/04: Divize A 1. místo
- 2004/05: ČFL 7. místo
- 2005/06: ČFL 17. místo
- 2006/07: Divize A 8. místo
- 2007/08: Divize A 12. místo
- 2008/09: Divize A 5. místo
- 2009/10: Divize A 11. místo
- 2010/11: Divize A 3. místo
- 2011/12: Divize A 2. místo

## Slavní odchovanci
- Robert Žák
- Eduard Kubata
- Michal Káník
- Jan Zušťák
- Zdeněk Křížek